# エア・ハンターズ
『エア・ハンターズ』(Heir Hunters)は、相続人のないまま相当の財産を残して亡くなった人物について、その遺産が合法的に国庫（大蔵省）に回収される前に、遺された消息不明の、あるいは、未知の相続人を捜し出す活動に焦点を当てた、イギリスBBCテレビの番組。この番組では、様々な組織に所属する遺言検認調査員 (Probate researchers) の仕事ぶりを追いかけており、この時間のかかる仕事の結果がどうなるかを紹介している。
2011年には、秋から『エア・ハンターズ』がBBC One の日中の放送に加え、BBC Two のプライムタイムでの放送も行なわれると発表された。第8シリーズは、2014年3月3日の朝9時15分から、BBC Oneで始まった。

## 概要
このシリーズは、アヴァロン・グループ (Avalon Group) 傘下のフレーム・テレビ (Flame TV) が制作している。第1シリーズはナディア・サワルハ (Nadia Sawalha) がプレセンターであったが、その後のシリーズではリサ・フォークナー (Lisa Faulkner) がナレーターとなっている。
このシリーズは、BBC One の平日朝のドキュメンタリー系の時間帯（午前9時15分から10時）に放送されており、（この番組が放送されていない週の）同じ時間帯には『Animal 24:7』や『Helicopter Heroes』などが放送されている。第2シリーズは、この時間帯としては最高の視聴率を記録して、裏番組であるITVの『The Jeremy Kyle Show』を上回り、BBCは直ちに第3シリーズの制作を発注した。
2008年以降のシリーズでは、番組冒頭の番組名の表示で『Heir Hunters』を『H£ir Hunt£rs』と、「E」を「£」に置き換えた綴り字が示されている。最初の2シリーズでは、番組の中で、持ち主が名乗り出ていない無主物 (Bona Vacantia) と見なされている資産の案件が3件紹介されたが、これは相続人を見つけ出す助けとなるような情報が視聴者から寄せられることを期待したものであった。第1シリーズにおいて、こうして取り上げられた案件のひとつでは、視聴者からの情報で実際に複数の相続人が見つかった。
「エア・ハンターズ」（相続人ハンター）という表現は、相続人なく死去した人物の資産を受け継ぐ権利がある相続人を探し出すことを行なっている個人や組織を指す言葉として広く知られるようになった。「エア・ハンターズ」と称される仕事は、別の言い回しでは、「probate genealogist（遺言検認系譜学者）」、「probate researcher（遺言検認調査員）」、「heir searchers（相続人捜索員）」、「forensic genealogists（法廷系譜学者）」などとも呼ばれる。
このシリーズは、A+Eネットワークス (A+E Networks) のイギリス向けチャンネルであるヒストリー (History)やバイオグラフィー・チャンネル (The Biography Channel)、イギリスのテレビ・チャンネルウォッチ (Watch) やイエスタデイ (Yesterday) でも放送された
2011年から当時のヒストリー・チャンネル（ヒストリーの前身）で始まった放送は、イギリスのほか、ニュージーランドやオーストラリアでも放送されている。
2011年11月21日から12月2日にかけて、第5シリーズの10本を再編集拡大版にした番組がBBC Twoで、平日午後7時から放送された。この59分の長さになった拡大版では（ふだんはナレーターである）リサ・フォークナーが画面に初めて登場し、専門家やエア・ハンターたちへのインタビューを行なった、BBC Two は、こうした拡大版の制作を20話分発注しており、残りの10話分は、第6シリーズをもとに制作され、2013年1月に放送された。

## 放送
このシリーズは、月曜日から金曜日までの平日に、毎日放送される帯番組の形で、シリーズによって3週から5週間続けて放送されている。
| シリーズ | 初回放送日     | 最終回放送日  | エピソード |
| -------- | -------------- | ------------- | ---------- |
| 1        | 2007年6月4日   | 2007年6月22日 | 15         |
| 2        | 2008年6月30日  | 2008年7月25日 | 20         |
| 3        | 2009年6月29日  | 2009年7月31日 | 25         |
| 4        | 2010年1月18日  | 2010年2月12日 | 20         |
| 5        | 2011年2月21日  | 2011年3月25日 | 20         |
| 5        | 2011年11月21日 | 2011年12月4日 | 10         |
| 6        | 2012年4月16日  | 2012年5月11日 | 20         |
| 6        | 2013年1月7日   | 2013年1月25日 | 10         |
| 7        | 2013年3月4日   | 2013年3月29日 | 20         |
| 8        | 2014年3月3日   | 2014年3月28日 | 20         |

## 番組の社会的背景
イギリスでは遺産相続人がいない状態で死去した人の遺産は国庫に入るが、ある程度の規模でまとまった財産を残した場合には、関係する役所から公示が出され、相続人として名乗り出る者を一定期間待つことになっている。そこで公示内容をもとに、遺産相続人を見つけ出して相続を実現させ、一定の報酬を受け取るというエア・ハンターの仕事が成立する。2011年/2012年の会計年度には、3,300万ポンドのこうした資産が国庫に回収されたが、2012年/2013年の会計年度には、これが1,800万ポンドにまで下がっており、そこにはエア・ハンターたちの活動も関わっているものと考えられている。